# Reinhart Meyer-Kalkus
Reinhart Meyer-Kalkus (* 15. Oktober 1949 in Oberfischbach) ist ein deutscher Germanist.

## Leben
Meyer-Kalkus legte im Jahr 1968 sein Abitur am Helmholtz-Gymnasium Dortmund ab. Es folgte ein Studium der Fächer Germanistik und Philosophie an der Ruhr-Universität Bochum (Erstes Staatsexamen Lehramt an Gymnasien). In den Jahren 1981 bis 1992 war Meyer-Kalkus in verschiedenen Positionen für den Deutschen Akademischen Austauschdienst tätig. Es folgten Tätigkeiten am Wissenschaftskolleg zu Berlin (bis 2015). 
Meyer-Kalkus promovierte im Jahr 1986 mit einer Arbeit über „Wollust und Grausamkeit. Affektdarstellung und Affekttheorie in Lohensteins ‚Agrippina‘“ bei Albrecht Schöne an der Universität Göttingen. Er habilitierte sich 1996 an der Universität Potsdam mit einer Arbeit über „Stimme und Sprechkünste im 20. Jahrhundert“. Neben der Germanistik sind auch die deutsch-französischen Wissenschaftsbeziehungen ein Arbeitsgebiet von Meyer-Kalkus.
Meyer-Kalkus ist außerplanmäßiger Professor an der Universität Potsdam. Er ist mit Veröffentlichungen zum Phänomen der Stimme und zur Sprechkunst im 20. Jahrhundert bekannt geworden.

## Schriften
- Wollust und Grausamkeit. Affektenlehre und Affektdarstellung in Lohensteins Dramatik am Beispiel von "Agrippina", Vandenhoeck & Ruprecht, Göttingen 1986, ISBN 3-525-20551-1.
- Fortgesetzte Mißverständnisse, produktiver Kontakt: Zu Unterschieden der Sprach- und Wissenskulturen in Frankreich und Deutschland. In: Merkur. 498 (August 1990, Heft 8), S. 694–700.
- Stimme und Sprechkünste im 20. Jahrhundert. Akademie-Verlag, Berlin 2001, ISBN 3-05-003596-X. (zugleich Habilitationsschrift an der Universität Potsdam, 1996)
- als Hrsg.: György Ligeti, Gerhard Neuweiler: Motorische Intelligenz. Zwischen Musik und Naturwissenschaft. Wagenbach-Verlag, Berlin 2007, ISBN 978-3-8031-5175-9.
- Das Gedicht läuft beim Sprechen durch den ganzen Körper, in: Frankfurter Allgemeine Zeitung, 12. Februar 2014, Seite N4 (über den Auftritt von Paul Celan vor der Gruppe 47 im Jahr 1952 in Niendorf)
- als Übersetzer: Sheldon Pollock: Philologie und Freiheit. Matthes & Seitz, Berlin 2016, ISBN 978-3-95757-239-4.
- Geschichte der literarischen Vortragskunst, J.-B.-Metzlersche Verlagsbuchhandlung und Carl-Ernst-Poeschel-Verlag, Berlin, 2020 (2 Bände), ISBN 978-3-476-04801-1.